# Sam Riffice
Sam Riffice (ur. 1 marca 1999 w Sacramento) – amerykański tenisista.

## Kariera tenisowa
W karierze zwyciężył w jednym singlowym i jednym deblowym turnieju rangi ITF.
W 2021 roku, podczas US Open zadebiutował w turnieju wielkoszlemowym w grze pojedynczej. Odpadł wówczas w pierwszej rundzie, po porażce z Grigorem Dimitrowem.
W rankingu gry pojedynczej najwyżej był na 496. miejscu (1 lipca 2019), a w klasyfikacji gry podwójnej na 606. pozycji (27 maja 2019).